# Werner Felfe

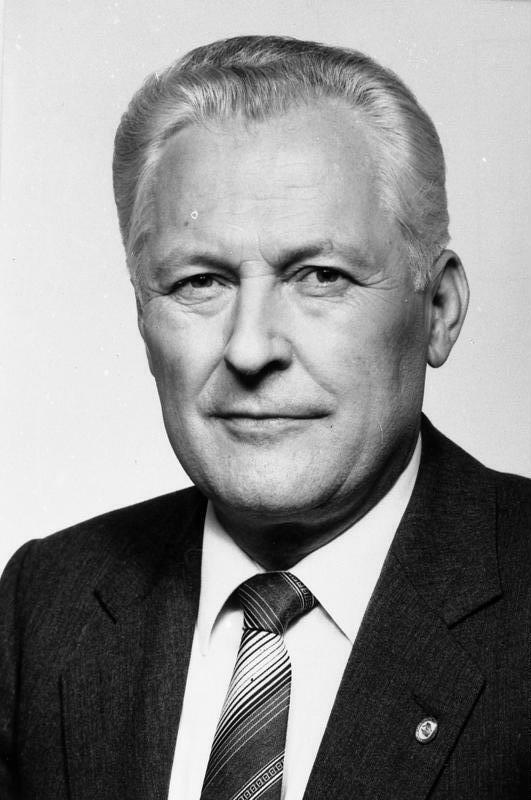
Werner Felfe, 1982

Werner Felfe (* 4. Januar 1928 in Großröhrsdorf; † 7. September 1988 in Ost-Berlin oder bei Strasburg) war ein deutscher Politiker (SED) und Mitglied des Politbüros. Als hochrangiger politischer Funktionär in der DDR war er u. a. Erster Sekretär der SED-Bezirksleitung Halle.

## Leben

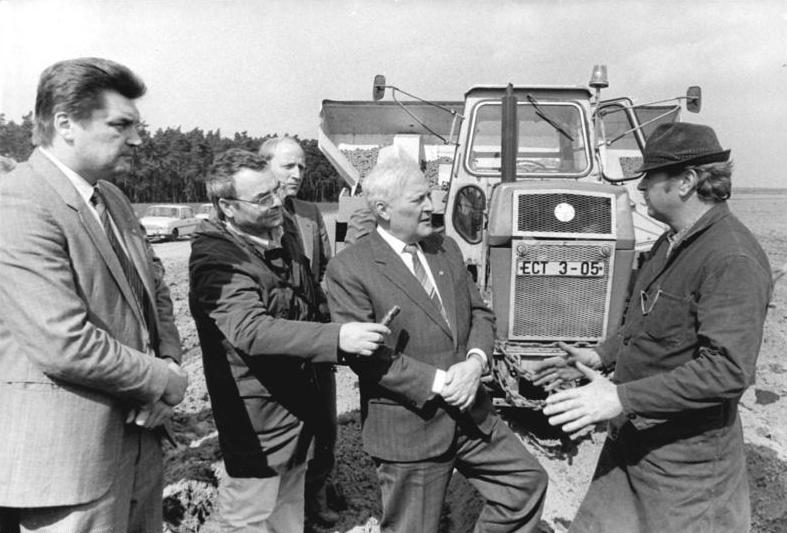
Felfe informiert sich über die Frühjahrsarbeiten auf den Feldern des Bezirks Frankfurt (Oder), 1988.

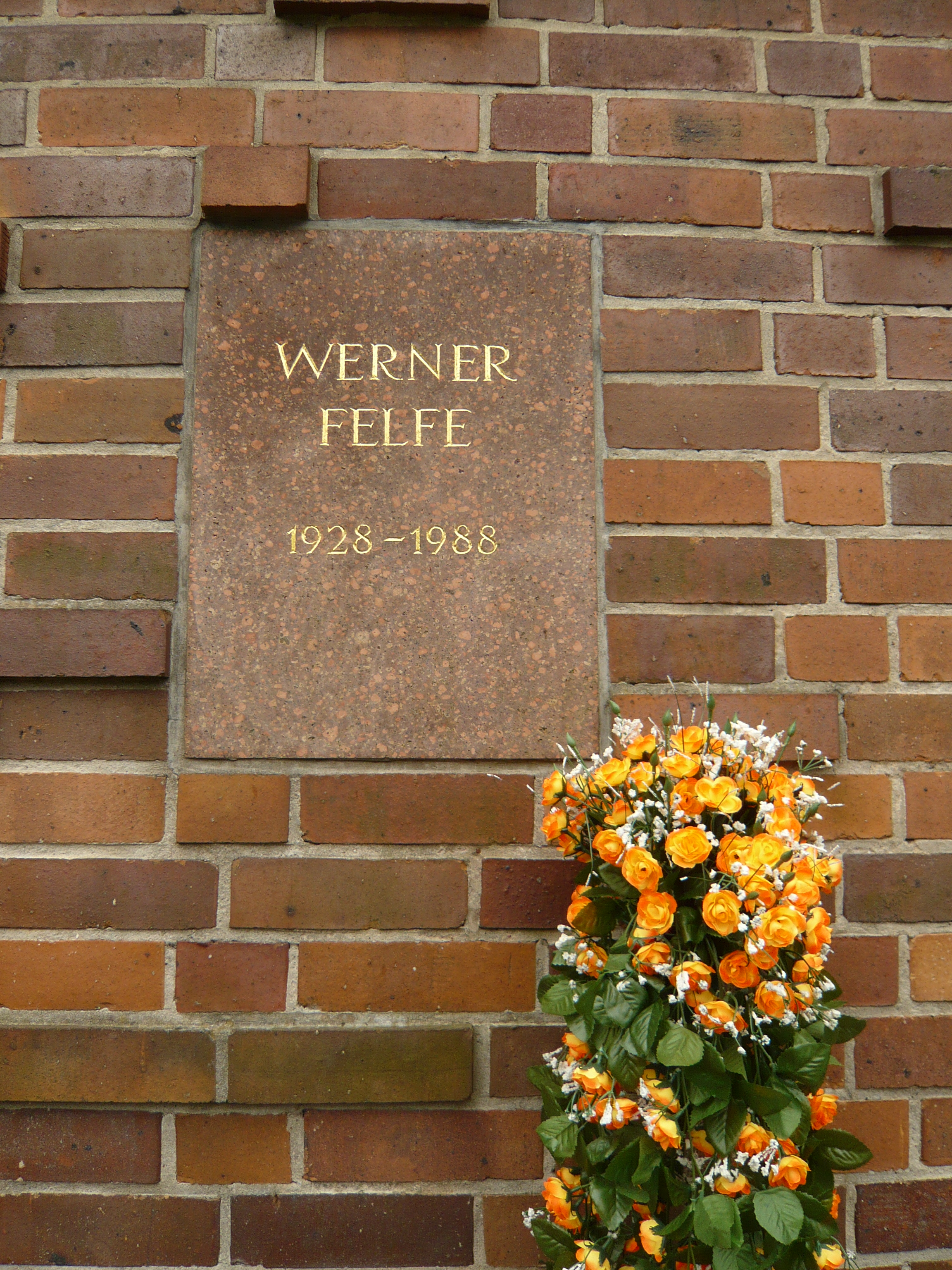
Grabstätte

Werner Felfe war Sohn eines Maschinenarbeiters aus dem Kreis Bischofswerda. Nach der Handelsschule absolvierte er von 1942 bis 1945 eine kaufmännische Lehre als Industriekaufmann und arbeitete danach als kaufmännischer Angestellter.
Felfe trat 1945 der KPD bei und wurde mit der Zwangsvereinigung von SPD und KPD 1946 Mitglied der SED. 1946 trat er der neu gegründeten FDJ bei. 1950 wurde er Mitglied des Kreistags von Flöha. Bis 1953 war er bei den SED-Kreisleitungen Kamenz und Flöha und der Landesleitung Sachsen tätig. Er besuchte 1953 die Parteihochschule. Bis 1957 war er Zweiter Sekretär des Zentralrates der FDJ. 1954 bis 1958 war er Abgeordneter eines Leipziger Wahlkreises und Vorsitzender des Jugendausschusses der Volkskammer, 1954 bis 1963 Kandidat und danach Mitglied des Zentralkomitees (ZK) der SED.
1957 bis 1960 arbeitete Felfe als stellvertretender Vorsitzender und Vorsitzender des Rates des Kreises Zschopau und bis 1963 als Vorsitzender des Rates des Bezirkes Karl-Marx-Stadt. Er absolvierte 1963–1965 ein Studium am Industrie-Institut der Technischen Universität Dresden und erwarb dort den Grad eines Diplom-Wirtschaftsingenieurs. Danach war er stellvertretender Abteilungsleiter für Agitation und Propaganda beim ZK der SED.
Ab 1966 war Felfe Sekretär der SED-Bezirksleitung Halle, 1968 wurde er ihr Zweiter Sekretär, 1971 als Nachfolger von Horst Sindermann Erster Sekretär. Ab 1971 war Felfe auch wieder Abgeordneter der Volkskammer. Seit 1973 war er Kandidat und seit 1976 Mitglied des Politbüros des ZK der SED und des Nationalen Verteidigungsrates. Als Sekretär des ZK der SED für Landwirtschaft leitete er ab 1981 als Nachfolger von Gerhard Grüneberg eine Kurskorrektur in der Landwirtschaft ein, die auf eine Aufhebung der Trennung von Tier- und Pflanzenproduktion, Abbau von Bürokratie und Einsparung von Ressourcen zielte. Dieses Amt führte in auch auf Reisen ins sozialistische Ausland, 1985 und 1987 auch in die Bundesrepublik Deutschland, wo er auf Kanzleramtsminister Wolfgang Schäuble und Landwirtschaftsminister Ignaz Kiechle sowie dessen Amtsvorgänger Josef Ertl traf. 1981 wurde er auch Mitglied des Staatsrats der DDR.
Nachdem er noch 1984 in einer öffentlichen Äußerung vor „erstarkenden revanchistischen Kräften“ in der Bundesrepublik gewarnt hatte, erschien am 8. August 1988 im westdeutschen Nachrichtenmagazin Der Spiegel ein Artikel, in dem über mögliche Nachfolger von Erich Honecker spekuliert wurde. Als Zeitpunkt des Wechsels nahm man den Herbst 1989 an, indem man vermutete, dass der 40. Jahrestag der DDR-Gründung ein geeignetes Datum sei. Als mögliche Kandidaten für die Nachfolge Honeckers wurde in dem Artikel neben Egon Krenz, Siegfried Lorenz und Günter Schabowski auch Werner Felfe genannt. Felfe wurde in dem Artikel (sinngemäß) zitiert: „Die politische Perestroika darf vor der DDR nicht haltmachen.“
Knapp einen Monat nach Erscheinen des Artikels starb Werner Felfe im Alter von 60 Jahren an akutem Herzversagen – nach offiziellen Angaben in Ost-Berlin, nach einer anderen Quelle bei Strasburg auf der Jagd. Seine Urne wurde in der Gedenkstätte der Sozialisten auf dem Zentralfriedhof Friedrichsfelde in Berlin-Lichtenberg beigesetzt. Er war die letzte Person, welcher vom Politbüro des ZK der SED dort eine Grabstätte zuerkannt wurde.

## Ehrungen
- Vaterländischer Verdienstorden in Gold (1974)
- Karl-Marx-Orden (1978)
- Held der Arbeit
- Präsident (1987) und Dr. agr. h. c. der Akademie der Landwirtschaftswissenschaften der DDR (1988)

## Veröffentlichungen
- Die Aufgaben bei der weiteren Verwirklichung der Beschlüsse des X. Parteitages der SED und des XII. Bauernkongresses der DDR in der Land-, Forst- und Nahrungsgüterwirtschaft. Berlin 1983
- Unsere marxistisch-leninistische Agrarpolitik in Durchführung der Beschlüsse des X. Parteitages der SED. Auf dem Weg zum 35. Jahrestag der DDR. Berlin 1984
- 40 Jahre demokratische Bodenreform – 40 Jahre erfolgreiche Agrar- und Bündnispolitik der SED. Berlin 1985
- Alles mit den Menschen – alles für die Menschen. Ausgewählte Reden und Aufsätze. Berlin 1987